# Sandra Prosper
Sandra Prosper (* 23. Februar 1978 in Port-au-Prince, Haiti) ist eine Haitianisch-amerikanische Schauspielerin.
Neben einigen kleineren Fernsehauftritten wurde sie vor allem durch ihre Rolle der Sheila Morris in der Erfolgsserie Charmed – Zauberhafte Hexen bekannt.

## Leben
Prosper ist in Haiti geboren und in den Vereinigten Staaten aufgewachsen, ihr Vater war Arzt und ihre Mutter Krankenschwester.

## Filmografie
- 1998: Zum Sterben zu müde (Too Tired to Die)
- 1999: The 24 Hour Woman
- 2000: Schneefrei (Snow Days)
- 2000: American Tragedy (Fernsehfilm)
- 2002: First Monday (Fernsehserie, fünf Folgen)
- 2002: The Other Brother
- 2002: Like Mike
- 2003–2005: Charmed – Zauberhafte Hexen (Charmed, Fernsehserie, neun Folgen)
- 2004: Dead Lawyers (Fernsehfilm)
- 2005: Out of the Woods (Fernsehfilm)
- 2007: Das perfekte Verbrechen (Fracture)
- 2010: Meet My Mom (Fernsehfilm)

### Gastauftritte
- 2000: Soul Food (Folgen 1x02 und 1x06)
- 2005: CSI: Miami (Folge 3x20)
- 2007: Emergency Room – Die Notaufnahme (ER, Folge 14x2)
- 2013: Southland (Folge 5x08)